# Ulrico Mursa
Ulrico de Souza Mursa (* 18. April 1862 in Niteroi; † 2. September 1934 in Rio de Janeiro) war ein brasilianischer Ingenieur und Direktor des Hafens von Santos. Nach ihm ist das Fußballstadion der Associação Atlética Portuguesa benannt.

## Leben
Mursa war Sohn von Laura Clementina Mursa und des Generals Dr. Joaquim de Souza Mursa (1833–1893) sowie Bruder von Guido de Souza Mursa (1874–1937). 1882 studierte er Ingenieurwesen in Karlsruhe und 1884 in Braunschweig und Hannover. In Karlsruhe wurde er Mitglied der Burschenschaft Teutonia. Nach seiner Rückkehr nach Brasilien arbeitete er unter anderem am Bau der Staudämme in Quixadá, sowie an den Häfen in Santos und in Belém (Pará). Er mit Mitgründer der Hafengesellschaft von Santos in 1892, dessen Inspektor und später Direktor des Hafens.
Mursa engagierte sich in verschiedenen wohltätigen Vereinen. Zum Beispiel war er erster Präsident eines wohltätigen Arbeitervereins am Hafen und Mitglied eines Vereins zur Unterstützung von hilfsbedürftigen Kindern.
Mursa unterstützte den örtlichen Fußballclub Associação Atlética Portuguesa. In 1914 spendierte er das Grundstück, auf dem der Fußballclub später ihr Stadion baute. Aus diesem Grund wurde das Stadion nach ihm benannt. In Santos ist ebenfalls eine Straße nach ihm benannt.
Mursa war mit Amalia Costa de Souza Mursa verheiratet und hatte eine Tochter namens Sonia.

## Verweise
- Quem foi foi Ulrico Mursa?, in: Briosa, a revista da Associação Atlética Portuguesa, 2012, Seite 9. (Online)